# Еззард Чарльз
Еззард Мак Чарльз (англ. Ezzard Mack Charles) більш відомий як Еззард Чарльз (англ. Ezzard Charles; 7 липня 1921, Лоренсвілл, Джорджія — 28 травня 1975, Чикаго) — американський професійний боксер, чемпіон світу у важкій вазі. Найкращий боксер усіх часів та народів у напівважкій вазі за версією BoxRec.

## Біографія
Майбутній чемпіон народився 7 липня 1921 року в місті Лоуренсвіл, штат Джорджія, у бідній негритянській родині. Коли хлопчику було дев'ять років, його батьки розлучилися і роз'їхалися в різні боки. Виховувала маленького Еззарда бабуся, взявши його до себе в Цинциннаті, штат Огайо. Боксувати Чарльз почав з дитинства і вже після закінчення Вудвордської середньої школи був відомим місцевим бійцем. У аматорському боксі він почав боксувати у напівлегкій вазі та у 1939 році виграв популярний в Америці національний турнір «Золоті рукавички». Аматорську кар'єру закінчив із рекордом 42-0. Вже тоді Чарльз отримав прізвисько «Кобра з Цинциннаті».12 березня 1940 року у віці 18 років відбувся його дебют у професійному боксі, тоді ще в середній вазі. Пізніше Чарльз дуже успішно виступав у напівважкій вазі, перемігши таких бійців, як Чарлі Берлі, Джоуї Максим і аж тричі Арчі Мура. У важкій вазі Еззард спершу зазнав кількох поразок, але до кінця 1948 року в матчах-реваншах зумів поквитатися зі своїми кривдниками.
20 лютого 1948 року в Еззарда Чарльза сталася трагедія на рингу. У Чикаго він нокаутував Сема Бароуді, якого після бою забрали лікарню, де він і помер. Для побожного Чарльза це стало величезним потрясінням. Кілька днів він взагалі був у прострації, давши клятву піти з боксу. Але через якийсь час до нього прийшов пастор місцевої церкви і зумів знайти слова втіхи, після чого Чарльз погодився вийти на ринг з метою віддати весь гонорар сім'ї Бароуді. Також він вчинив і у своєму наступному бою.
Після відходу Джо Луїса трон чемпіона у важкій вазі виявився вакантним і Національна боксерська асоціація організувала бій за нього між Еззардом Чарльзом та іншим відомим важковаговиком Джерсі Джо Волкоттом. Бій відбувся 22 червня 1949 року, за очками впевнено переміг Чарльз. Проте чемпіоном його визнала лише Національна боксерська асоціація, а Атлетичні комісії різних штатів зробити це відмовилися. Жодних юридичних підстав у них для такого рішення не було, але слава Джо Луїса була надто велика і затьмарювала досягнення Чарльза. На щастя невдовзі через фінансові проблеми на ринг вирішив повернутися Джо Луїс. 7 вересня 1950 року відбулася зустріч Чарльз-Луїс. Еззард Чарльз домінував протягом усього бою та виграв за очками одностайним рішенням суддів. Після перемоги на Луїсом Чарльза нарешті визнали повноправним чемпіоном світу. У ранзі чемпіона він встиг ще 4 рази захистити свій титул проти таких суперників як Нік Бароне, Лі Ома, Джерсі Джо Волкотт, Джоуї Максим.
18 липня 1951 року втратив титул, програвши нокаутом Джерсі Джо Волкотту. Ще раз зустрівшись з Волкоттом 5 червня 1952 року, програв одностайним рішенням суддів.

## Цікаві факти
- Двічі визнаний боксером року за версією журналу «Ринг» (у 1949 та 1950 роках).
- Був прийнятий до Міжнародної зали боксерської слави у 1990 році.
- У 2006 році міжнародною організацією досліджень боксу був поставлений на 11 рядок у рейтингу найбільших боксерів усіх часів.
- Телеканал ESPN поставив Чарльза на 27 місце у рейтингу найбільших боксерів усіх часів.
- У 2009 році журнал Boxing Magazine назвав Еззарда Чарльза найбільшим напівважковаговиком усіх часів. Тим самим він випередив таких боксерів як Арчі Мур, Боб Фостер та Джин Танні. Найдивовижніше при цьому, що Чарльз жодного разу не ставав чемпіоном світу у напівважкій ваговій категорії.
- Відомий історик боксу Берт Шугар[en] поставив Чарльза на сьоме місце в рейтингу найкращих важковаговиків усіх часів і народів.
- У 2002 році журнал The Ring назвав Еззарда Чарльза найбільшим напівважковаговиком усіх часів.